# Torre Vella de Salou
La Torre Vella de Salou, o Torre de Carles V, és una torre de defensa construïda a Salou.
Construïda al municipi de Salou, Província de Tarragona, Catalunya, l'any 1530 amb l'objectiu de repel·lir els atacs i saquejos de pirates i corsaris sards i sarraïns, que eren constants en aquesta zona de la costa catalana.
Els saquejos pirates que atemorien la població de Salou s'havien interromput després de la Conquesta de Mallorca es van reprendre la segona meitat del segle xiv, ara des del nord d'Àfrica, i portaren que el 1384 s'instal·lés durant un temps el frare Guillem de Santmartí com a guaita marítim permanent, però pocs anys més tard es produí el saqueig de Barenys, i nous atacs el 1515 i 1522. L'any 1527, després de detectar-se la presència de Khair ed-Din Barba-rossa es va construir la torre de Barenys, i finalment l'any 1530, Pere de Cardona, l'arquebisbe de Tarragona, va ordenar construir la torre Vella per defensar la vila, però això no va dissuadir els pirates, que van atacar de nou el 1543, 1547, 1549, 1550, 1552, 1558, 1562, 1563, 1582, 1584 i 1587.
La torre ha estat modificada en la seva part interior, mentre que l'exterior presenta bàsicament, el seu aspecte original amb l'escut heràldic de Pere de Cardona, damunt la portalada. L'edificació annexa data, en la seva major part, del segle xviii, i el segle XX es va construir un pont per unir ambdues construccions.
El 1974 va ser adquirida per l'Ajuntament de la localitat i incorporada al seu patrimoni artístic. La Torre Vella ha estat condicionada per acollir casaments civils, exposicions i altres esdeveniments culturals, que la converteixen en un important equipament per als salouencs.